# Четирбаш
Четирба́ш (рос. Четырбаш, башк. Сытырбаш) — присілок у складі Міякинського району Башкортостану, Росія. Входить до складу Міякинської сільської ради.
Населення — 117 осіб (2010; 149 в 2002).
Національний склад:
- татари — 76%